# Спартак (Фёдоровский район)
Спартак — село в Фёдоровском районе Саратовской области, до 19 марта 2022 года в составе Мунинского муниципального образования (сельского поселения). С 19 марта 2022 года в составе Морцевского муниципального образования.
Основано как центральная усадьба совхоза «Спартак», организованного в 1929 году
Население — 766 (2010).

## История
Основано как центральная усадьба совхоза «Спартак», организованного в 1929 году на землях, принадлежавших Немволбанку. Входило в состав Фёдоровского кантона, с 1935 года — в составе Гнаденфлюрского кантона АССР немцев Поволжья.
28 августа 1941 года был издан Указ Президиума ВС СССР о переселении немцев, проживающих в районах Поволжья. Немецкое население депортировано, село, как и другие населённые пункты Гнаденфлюрского кантона включено в состав Саратовской области.

## Физико-географическая характеристика
Село расположено в Низком Заволжье, в пределах Сыртовой равнины, относящейся к Восточно-Европейской равнине, при овраге Чугуновский в бассейне реки Миусс, на высоте 82 метра над уровнем моря. Рельеф — полого-увалистый. Почвы тёмно-каштановые.
По автомобильным дорогам расстояние до районного центра посёлка Мокроус — 32 км, до областного центра города Саратов — 150 км, до ближайшего города Ершов — 44 км
Климат
Климат умеренный континентальный (согласно классификации климатов Кёппена — Dfa). Среднегодовая температура воздуха положительная и составляет + 6,0 °C. Средняя температура января — 11,3 °С, июля + 22,5 °С. Многолетняя норма осадков — 445 мм. В течение года количество выпадающих осадков распределено относительно равномерно: наименьшее количество осадков выпадает в марте (25 мм), наибольшее — в июне и ноябре (по 47 мм).
Часовой пояс
Спартак, как и вся Саратовская область, находится в часовой зоне МСК+1. Смещение применяемого времени относительно UTC составляет +4:00.

## Население
| 1987  | 2002 |
| ----- | ---- |
| ≈1100 | 983  |

| 1931 | 2002 | 2010 |
| ---- | ---- | ---- |
| 1520 | ↘979 | ↘766 |

Национальный состав
В 1931 году немцы составляли 44 % населения села